# لاسن لوج (کالیفرنیا)
لاسن لوج (به انگلیسی: Lassen Lodge) یک منطقهٔ مسکونی در ایالات متحده آمریکا است که در کالیفرنیا واقع شده‌است. لاسن لوج ۱۵ نفر جمعیت دارد.